# Tamara Dollák
Tamara Dollák (4 giugno 1999) è una lottatrice ungherese, specializzata nella lotta libera.

## Palmarès
- Europei

Budapest 2022: bronzo nei 57 kg.